# Enrique Labo Revoredo
Enrique Labo Revoredo, né le 2 mars 1939 à Lima et mort le 2 juillet 2014, est un ancien arbitre péruvien de football. Il débuta en 1969, devint arbitre international dès 1972, jusqu'en 1984.

## Carrière
Il a officié dans des compétitions majeures : 
- Copa América 1979 (1 match)
- Jeux olympiques d'été de 1980 (2 matchs)
- Mundialito (1 match)
- Coupe du monde de football de 1982 (1 match) : Allemagne de l'Ouest/Algérie 1-2, le 16 juin 1982
- Copa América 1983 (1 match)
- Coupe du monde de football des moins de 20 ans 1987 (1 match)
- Copa América 1987 (1 match)